# Fontinalis kindbergii
Fontinalis kindbergii är en bladmossart som beskrevs av Ferdinand François Gabriel Renauld och Jules Cardot 1890. Fontinalis kindbergii ingår i släktet näckmossor, och familjen Fontinalaceae. Inga underarter finns listade i Catalogue of Life.